# Björn Carlström
Björn Anders Carlström, född 29 september 1963 i Partille, är en svensk filmproducent och manusförfattare. 
Carlström började arbeta med film i Mats Helge Olssons filmfabrik. Har även arbetat med reklamfilm och långfilmsproduktion på filmbolaget Sonet. 

## Filmografi

### Filmmanus
- 2010 – Jägarna 2
- 2009 – Johan Falk – National Target
- 2006 – Van Veeteren – Fallet G
- 2006 – Van Veeteren – Svalan, Katten, Rosen, Döden
- 2005 – Van Veeteren – Moreno och tystnaden
- 2005 – Van Veeteren – Münsters fall
- 2005 – Van Veeteren – Carambole
- 2005 – Coachen
- 1997 – Lilla Jönssonligan på styva linan
- 1996 – Jägarna

### Producent i urval
- 2011 - Jägarna 2
- 2005 – Rubinbröllop
- 2003 - Föräldramötet
- 1999 - Vägen ut
- 1999 - Noll tolerans
- 1997 - Lilla Jönssonligan på styva linan
- 1997 - 9 millimeter
- 1996 - Jägarna